# جزایر پرینس ادوارد
جزایر پرینس ادوارد (به لاتین: Prince Edward Islands) یک عوارض جغرافیایی در آفریقای جنوبی است.

## خصوصیات
جزایر پرینس ادوارد ۰ نفر جمعیت دارد و ۱٬۲۴۲ متر بالاتر از سطح دریا واقع شده‌است.